# UNL-35
El UNL-35, también denominado Auto blindado Tipo ZIS y Ford Tipo 85, es un automóvil blindado diseñado y construido durante la guerra civil española. Durante la contienda fue empleado principalmente por el Ejército Popular de la República (EPR) y el Cuerpo de Seguridad Interior republicano, aunque algunas unidades fueron capturadas por el Ejército franquista. Es considerado el mejor automóvil blindado que se utilizó en la Guerra civil.

## Antecedentes
Tras la Primera Guerra Mundial, España adquirió una docena de tanques Renault FT-17 y seis Schneider CA1 a Francia. En 1921 estos tanques se enviaron a Marruecos donde entraron en combate el 17 de marzo de 1922 con malos resultados: principalmente porque al adelantarse a la infantería quedaron aislados, lo que los hizo vulnerables a la infantería enemiga, en algunos casos las ametralladoras de los tanques se bloquearon, con lo que sufrieron bastantes bajas. Después de este mal comienzo apoyarían puntualmente a las tropas españolas durante la guerra del Rif, destacando su uso en el desembarco de Alhucemas, victoria decisiva que permitiría que poco después los blindados volvieran a España.
La campaña marroquí demostró la importancia de la nueva arma y fomentó la adquisición de más tanques, un Fiat 3000A a Italia el año 1924, y la fabricación de un tanque propio: el Tanque Ligero Trubia, del que se fabricaron cuatro prototipos en la Fábrica Nacional de Trubia en 1925. El intento de golpe de Estado de 1926, hizo que los tanques, asociados a los oficiales de artillería sublevados perdieran el favor de la administración y se cancelaran los proyectos de fabricación propia.
Los pocos tanques que aún quedaban operativos, antes del estallido de la guerra civil española, estaban agrupados en dos unidades: el Regimiento Ligero de Carros de Combate (LCC) número 1, estacionado cerca de Madrid, y el Regimiento LCC número 2, cerca de Zaragoza.

## Desarrollo y producción

### Diseño
El UNL-35 fue diseñado, con el nombre de trabajo N.º 35, en las factorías de la Unión Naval de Levante (UNL) bajo la dirección del ingeniero soviético coronel Nicolái Alimov contando con la colaboración de técnicos españoles, para su construcción se usaron planchas de acero de 8 mm de espesor, fabricadas en Sagunto por la Compañía Siderúrgica del Mediterráneo (Altos Hornos de Sagunto) donde otro ingeniero soviético, A. Vorobiov, supervisaba su elaboración. Fue diseñado a partir del BA-20, un automóvil blindado construido en la URSS para sustituir al automóvil blindado FAI y que entró en servicio en 1936. El UNL-35 resultó un vehículo tácticamente y técnicamente superior al BA-20, siendo más potente y fiable. Para las primeras series se utilizó el chasis del camión ZIS-5 de tres toneladas, construido en la URSS desde 1933. El chasis era acortado a una distancia entre ejes de 2,54 m y soldado eléctricamente. Tomando como base unas plantillas realizadas con madera, se marcaban los contornos de las piezas sobre las planchas de acero; sobre las soldaduras del cuerpo de blindado se colocaban viguetas que luego se remachaban, dando más solidez al conjunto. El casco se colocaba sobre el chasis.
El motor y la transmisión iban protegidos por debajo. Entre las distintas series fabricadas existen diferencias de detalle en la parte anterior del casco, que más tarde repasaremos. El vehículo resultante tenía dos proporciones bien diferenciadas: la anterior, que cubría el motor, con un frontal inclinado y en V, donde se abrían dos puertas para la ventilación del radiador, y eran accionado mediante una leva desde el interior del blindado. La forma interior del frontal variaba según las distintas series, y a partir de mediados de 1937 incluía un faldón debajo de las puertas de protección del radiador. A ambos se disponían los guardabarros con cuatro planos y terminados en arista por arriba. El diseño, su unión con el cuerpo del blindado y la línea que formaban los mismos con el límite inferior del frontal, también mostraba una gran variabilidad según la serie. Las llantas correspondían al camión usado para su construcción e iban calzadas con neumáticos sin aire impinchables. 
Los faros estaban colocados sobre el vértice del guardabarros, atornillados a los laterales del motor (chasis ZIS-5) o sobre la hoja anterior de la parte alta del guardabarros (resto de blindados). Bajo ellos se encontraban los ganchos del remolque, uno a cada lado. El capó era plano, con un tapón para el radiador, y una tapa de grandes dimensiones, abatible hacia atrás para acceder al motor. Esta tapa se aseguraba mediante palomillas.
A ambos lados del motor existían unas amplias practicables, que en las primeras series se abrían hacia arriba y posteriormente hacia abajo con un tejadillo encima. Detrás de ellas, en las primeras series se abría una rejilla vertical para la ventilación. El parabrisas, inclinado, llevaba una mirilla blindada para el conductor, una gran protuberancia con una rótula, de distinto diseño según las series y por fuera de ella un orificio para la visión del ametrallador del casco.  
El techo del vehículo tenía dos planos -el anterior inclinado- y sobre el techo se colocaba la torreta poligonal que se accionaba mediante una manivela colocada en el cerco de la torreta. De éste colgaba el asiento para el tirador. En el techo de la torreta contaba con un cúpula colocada sobre una escotilla que se abría hacia adelante, y en cada pared lateral había una mirilla rectangular. El casco terminaba en una pared posterior, poligonal, con cuatro planos, donde se colocaba una trampilla con una tapa blindada y asideros para útiles (normalmente un hacha y una pala). 
La cara posterior acababa con un plano inclinado, donde iban soldados dos ganchos en «cola de cerdo». En los laterales del casco se encontraban dos puertas que se abrían hacia adelante y se podían fijar en esa posición. El borde inferior estaba inclinado, para una mejor protección, y debajo de la puerta se hallaba un estribo. Una de las series, como mínimo, se fabricó sobre chasis británicos, con el puesto de conducción a la derecha.
Durante el proceso de producción, se realizaron cambios en el diseño del automóvil blindado, por lo que los UNL-35 de la primera y la última serie tenían algunas diferencias (en particular, en comparación con los primeros UNL-35, los automóviles blindados posteriores tenían una protección mejorada del radiador).

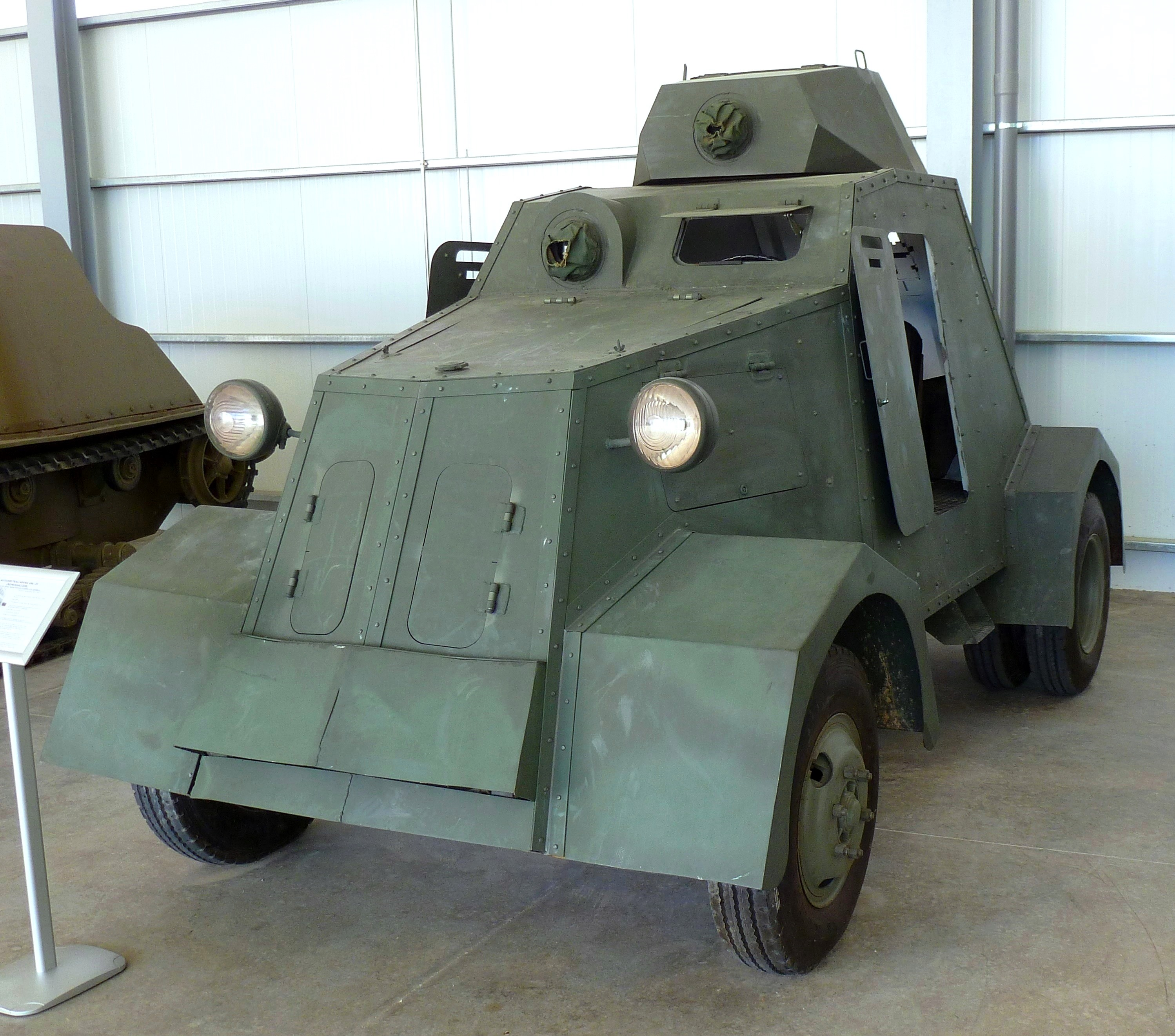
Réplica de un UNL-35 en el Museo de Medios Acorazados de la Base de El Goloso (Madrid)

### Producción
Su producción se inició a principios de 1937, a un ritmo de unos cinco blindados mensuales, manteniéndose en Valencia hasta la primavera de 1938. En estas fechas la Fábrica N.º 22 se trasladó a Elda y Petrel (Alicante), huyendo de la presión a la que era sometida Valencia por las tropas franquistas. Los trabajadores estaban movilizados, bajo régimen militar (se libraban del reclutamiento) y todo el entramado de fábricas y talleres recibían una numeración que los identificaba. Así, los Astilleros de Valencia y sus talleres auxiliares, e incluso otros de nueva creación, subordinados, recibieron el nombre de Fábrica N.º 22 de la Subsecretaría de Municiones y Armamentos. La fábrica N.º 22 empleaba a 1200 trabajadores, y todavía en noviembre de 1938, no había sido trasladada en su totalidad a su nueva ubicación. Estaba dividida en cuatro secciones:
- Sección A: Dedicada a la construcción de blindados, piezas para carros de combate y reparación de orugas.
- Sección B: Mecanización proyectil de acero 10,5.
- Sección C: Fundición proyectil acerado 15,2 y 15,5.
- Sección D: Fabricación de embalajes para proyectiles varios.

En estas poblaciones continuó la producción del UNL-35 hasta finales de 1939.

## Historial de combate
Los UNL-35 fueron utilizados en todos los frentes excepto en el Norte. Sus primeras acciones fueron en Barcelona, durante los sucesos de mayo de 1937, apoyando a la Guardia de Asalto que llegó a Barcelona procedente de Valencia, y en la batalla de Brunete. Posteriormente actuó en Segovia, Belchite, Teruel, etc. hasta el final de la contienda. Los blindados capturados por el Ejército franquista fueron encuadrados en sus unidades de Carros de Combate, utilizados también por el Corpo Truppe Volontarie CTV, junto con los Chevrolet AAC-1937.
Ambos modelos de blindados fueron ampliamente utilizados por las unidades del Ejército franquista durante la posguerra, manteniéndose en servicio hasta bien entrada la década de los cincuenta. Al menos veintidós vehículos cruzaron la frontera con Francia durante la retirada republicana de Cataluña (véase ofensiva de Cataluña), y fueron internados por las autoridades franceses, cuya caballería mecanizada los utilizó en junio de 1940, junto con los Chevrolet AAC-1937, contra los alemanes durante la Batalla de Francia.
Mientras que los Chevrolet AAC-1937 se tiene constancia que combatieron en la Batalla de Moscú integrados en unidades mecanizadas y motorizadas de la Wehrmacht, en el caso de los UNL-35 no se tiene constancia fotográfica ni documental, de su participación en la invasión alemana de la Unión Soviética.

## Otros datos
El esquema de pintura era al principio de color uniforme, probablemente verde oscuro, y posteriormente un camuflaje en tres tonos (verde oliva, tierra tostada y arena), aplicado en manchas irregulares, o de bordes redondeados. En algunos se utilizó un camuflaje con líneas pintadas a pistola. El interior estaba en un color gris-perla. En los blindados capturados por el ejército franquista se aplicaron marcas de identificación con la bandera roja y amarilla, y la cúpula de la torreta fue pintada en blanco con una cruz de San Andrés en negro. En los blindados de la Agrupación del Ejército Sur, sobre el verde original, se aplicaron manchas de verde más oscuro, con un esquema similar al utilizado por los italianos.
No se ha conservado ninguna autoametralladora UNL-35 original, el único modelo existente es una reproducción, que se exhibe en el Museo de Medios Acorazados situado en la base militar El Goloso en Madrid.

## Usuarios
- República Española unos 200 vehículos.[5]
- España franquista al menos 32 vehículos fueron capturados por el ejército franquista y usados hasta bien entrada la década de 1950, mucho después de que quedaran obsoletos.[4]
- República Francesa unos 22 vehículos cruzaron a Francia a finales de enero o principios de febrero y fueron internados por las autoridades francesas, posteriormente fueron usados por las tropas coloniales. Aunque se desconoce si el Ejército francés los utilizó durante la batalla de Francia.[7]

### Listas relacionadas
- Anexo:Materiales históricos del Ejército de Tierra de España desde la posguerra